# Traukos Rugby Club
Traukos Rugby Club es un club de rugby de Chile con sede en la ciudad de Castro. Su clásico rival corresponde a Zorros Rugby Club de Ancud.

## Historia
Traukos Rugby Club es fundado en enero de 2007 por un grupo de estudiantes universitarios de la ciudad de Temuco. Es uno de los equipos fundadores de la Asociación de Rugby del Sur (ARUS), que abarca a los equipos de rugby competitivo en las regiones de los Ríos, y Los Lagos.
En 2014, debido a los costos que significaba trasladar a los demás equipos de la Liga Arus a la Isla Grande de Chiloé, Traukos Rugby Club es desvinculado, pasando a formar parte de la Asociación de Rugby de Chiloé
El año 2016 Traukos tuvo la oportunidad de regresar a la Asociación de Rugby del Sur, para lo que debía ser coronado campeón de la ASORUCHi, título que consiguió.
El año 2017, ya de vuelta en el torneo ARUS, obtuvo muy buenos resultados, consiguiendo quedarse con el tercer lugar en el campeonato. Demostrando un gran progreso considerando los resultados de antaño, donde los insulares eran sobrepasados por mucho.
El año 2018 la gloria estuvo cerca, logrando en forma consecutiva llegar a la final del Campeonato frente a Club de Rugby Austral de la ciudad de Valdivia. Contra los que caerían en ambas oportunidades, tanto en el apertura (final en la Lobera de Puerto Montt), como en el clausura (Calbuco)
Pero la tercera fue la vencida. El año 2019 tras un campeonato que se celebró a través de todo el año y terminando como líder de la tabla de posiciones, Traukos se preparó para las instancias finales. En semifinales logró vencer al club Camahuetos de Calbuco como local. Para posteriormente enfrentar ya a su clásico rival de las finales Club de Rugby Austral. Esta vez alzándose como monarca del sur al vencer por 19 a 15 y remontando en un épico partido que se llevó a cabo en la Cancha Los Graneros de Puerto Varas.

## Palmarés

### Torneos regionales
- Liga  ARUS (1): 2019.[1]
- Seven de Rio Bueno: 2020
- Seven de Las Nieves: 2018
- Seven de Las Rosas: 2017
- Liga Asoruchi (3): Apertura 2013,[6] Clausura 2015, 2016.[1]
- Copa Max Brauning (1): 2013.[7]
- Copa Sebastián Pinuer (1): 2013.[8]